# Korsungfjärden
Korsungfjärden är en fjärd i Finland. Den ligger i kommunen Korsnäs i landskapet Österbotten, i den västra delen av landet, 300 km nordväst om huvudstaden Helsingfors.
Korsungfjärden ligger mellan Halsön i norr och fastlandet i söder. I väster ansluter den till Gloppet och i öster till Norrifjärden.